# Філіппінський архіпелаг
Філіппі́нський архіпелаг — група островів в західній частині Тихого океану, повністю належать Філіппінам. Група складається з близько 7100 островів, згрупованих у три великі острівні групи: Лусон із прилеглими островами, Вісайські острови та Мінданао з прилеглими островами. Більшість островів невеликі за розміром та не мають назви.

## Найбільші за площею острови
Список філіппінських островів за розміром.
| Позиція | Найменування | Площа, км2 | Примітки                                                       |
| ------- | ------------ | ---------- | -------------------------------------------------------------- |
| 1       | Лусон        | 109 965    | 15-й за розміром та 4-й за кількістю населення острів у світі. |
| 2       | Мінданао     | 97 530     | 19-й за розміром острів у світі.                               |
| 3       | Самар        | 13 429     | Найбільший острів в регіоні.                                   |
| 4       | Негрос       | 13 310     | Найбільший острів в регіоні.                                   |
| 5       | Палаван      | 12 189     | Найбільший острів провінції.                                   |
| 6       | Панай        | 12 011     | Поділений на чотири провінції                                  |
| 7       | Міндоро      | 10 572     |                                                                |
| 8       | Лейте        | 7 368      |                                                                |
| 9       | Себу         | 4 468      | Найбільший острів у регіоні.                                   |
| 10      | Бохол        | 3 821      | Найбільший острів провінції.                                   |
| 11      | Масбате      | 3 268      | Найбільший острів провінції.                                   |
| 12      | Катандуанес  | 1 523      | Острівна провінція.                                            |
| 13      | Басілан      | 1 265      | Острівна провінція.                                            |
| 14      | Маріндук     | 920        |                                                                |
| 15      | Бусуанга     | 890        |                                                                |
| 16      | Холо         | 869        |                                                                |
| 17      | Таблас       | 844        | [ 5 ]                                                          |
| 18      | Дінагат      | 769        | Найбільший острів провінції.                                   |
| 19      | Полілло      | 629        |                                                                |
| 20      | Тавітаві     | 581        |                                                                |
| 21      | Гуймарас     | 560        | Острівна провінція.                                            |
| 22      | Біліран      | 536        |                                                                |
| 23      | Сібуян       | 465        |                                                                |
| 24      | Буріас       | 417        |                                                                |
| 25      | Сіаргао      | 416        |                                                                |
| 26      | Цуліон       | 389        | [ 6 ]                                                          |
| 27      | Сікіхор      | 334        | Острівна провінція.                                            |
| 28      | Тікао        | 332        |                                                                |
| 29      | Думаран      | 322        |                                                                |
| 30      | Балабак      | 319        |                                                                |
| 31      | Камігуін     | 255        |                                                                |
| 32      | Самал        | 254        |                                                                |
| 33      | Панаон       | 216        |                                                                |
| 34      | Олутанга     | 194        |                                                                |
| 35      | Алабат       | 193        |                                                                |
| 36      | Букас Гранде | 128        |                                                                |
| 37      | Бугсук       | 119        |                                                                |
| 38      | Бантаян      | 116        |                                                                |
| 39      | Сібуту       | 109        |                                                                |
| 40      | Хомонхон     | 105        |                                                                |